# Kei Okami
Kei Okami (jap. 岡見 京 Okami Kei; ur. 11 września 1859, zm. 2 września 1941) – japońska lekarka (druga kobieta tej profesji w historii Japonii), pierwsza Japonka, która uzyskała dyplom z medycyny zachodniej na zachodnim uniwersytecie.

## Życiorys
Przyszła na świat w prefekturze Aomori jako Keiko Nishida. W 1878 skończyła szkołę dla dziewcząt Yokohama Kyōritsu Gakuen. Potem uczyła języka angielskiego w szkole dla dziewcząt Sakurai. W 1884 wyszła za mąż za Senkichirō Okamiego, nauczyciela sztuki. Małżonkowie wyjechali do USA.
Kei Okami studiowała w Woman's Medical College of Pennsylvania. Zachowało się zdjęcie przedstawiające ją jako studentkę tej uczelni w towarzystwie Syryjki Sabat Islambouli oraz Hinduski Anandi Gopal Joshi. Otrzymywała stypendium Women's Foreign Missionary Society of the Presbyterian Church. Studia ukończyła w 1889.  
Po powrocie do Japonii Kei Okami pracowała w Jikei Hospital (obecnie Jikei University School of Medicine) w Tokio. Była ordynatorką oddziału ginekologii. Specjalizowała się też w leczeniu gruźlicy. Zrezygnowała z pracy, gdy cesarz Meiji odmówił jej opieki z powodu tego, że była kobietą. Otworzyła klinikę we własnym domu w tokijskiej dzielnicy Akasaka. Leczono tu gruźlicę.
Porzuciła pracę lekarki, ponieważ jej mąż nie pochwalał tego kierunku jej działalności. Potem pracowała jako wicedyrektorka szkoły Shoei Girls. Placówkę założył jej szwagier Kiyomune. W 1897 wraz z przyjaciółką Mary True, misjonarką Kościoła Prezbiteriańskiego w Stanach Zjednoczonych, otworzyła niewielki szpital dla kobiet. W tym samym budynku otworzyła szkołę pielęgniarską. Szpital zamknięto w 1906 z powodu zbyt małej liczby pacjentek, głównie zagranicznych misjonarek. 
Chorowała na raka piersi. Z tego powodu przeszła na emeryturę. Była chrześcijanką, udzielała się w pracy misyjnej w Japonii.